# Đỉnh điểm (thiên văn học)

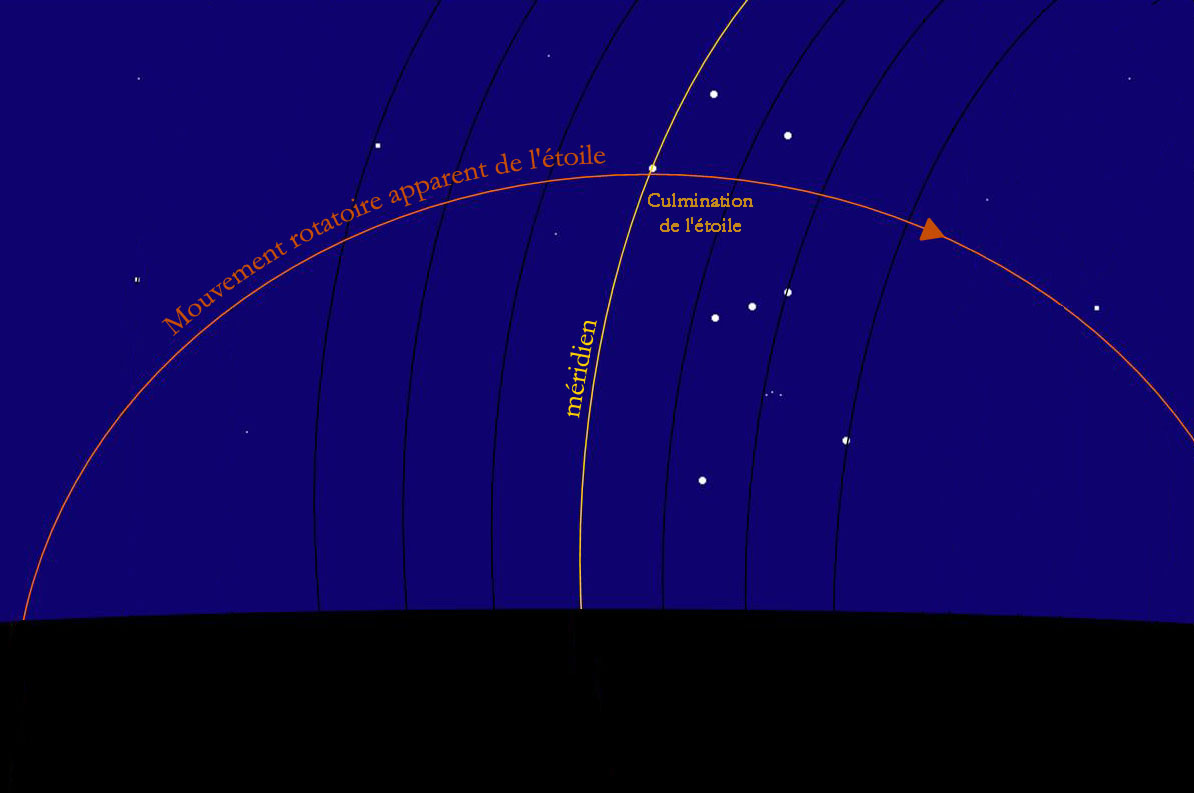
Đỉnh điểm (culmination) của một ngôi sao là khi đường chuyển động biểu kiến hàng ngày của nó cắt đường kinh tuyến (meridian) nơi quan sát.

Trong thiên văn học quan sát, đỉnh điểm hay cực điểm là thời điểm mà một thiên thể (Mặt Trời, Mặt Trăng, một hành tinh, ngôi sao, chòm sao hay thiên thể xa) đi qua kinh tuyến thiên thể của người quan sát. Các thời điểm này cũng được gọi là quá cảnh kinh tuyến, được đo đạc chính xác bằng một thiết bị gọi là kính thiên văn quá cảnh, và được sử dụng làm điểm mốc trong việc đếm thời gian và định hướng.
Hàng ngày, các thiên thể được trông thấy di chuyển theo những đường tròn trên mặt cầu thiên thể do sự quay của Trái Đất, do đó có hai thời điểm mà thiên thể cắt đường kinh tuyến mỗi ngày. Ngoại trừ ở các địa cực, một thiên thể bất kỳ đi qua đường kinh tuyến tại đỉnh điểm trên, khi nó đạt tới vị trí cao nhất trên đường chân trời (gần nhất với thiên đỉnh), và gần 12 tiếng sau, là đỉnh điểm dưới khi nó đạt tới vị trí thấp nhất. Thời điểm đỉnh điểm (khi thiên thể tới đỉnh điểm) nói chung thường được sử dụng để chỉ đỉnh điểm trên.
Độ cao của một thiên thể (h) theo độ lúc đỉnh điểm trên bằng 90 độ trừ đi trị tuyệt đối của hiệu số giữa xích vĩ của thiên thể (δ) trừ vĩ độ (L) của người quan sát: h = +90° − |δ − L|.
Ngược lại, độ cao của thiên thể tại đỉnh điểm dưới được cho bởi: ẖ = −90° + |δ + L|. 
Trong các công thức trên, L và δ đều có giá trị đại số với quy ước độ vĩ bắc mang dấu dương và độ vĩ nam mang dấu âm.

## Các trường hợp
Có ba trường hợp, phụ thuộc vào vĩ độ (L) của người quan sát và xích vĩ (δ) của thiên thể:
- Thiên thể ở bên trên đường chân trời ngay cả lúc đỉnh điểm dưới, hay nếu | δ + L | > 90°
- Thiên thể ở bên dưới đường chân trời ngay cả lúc đỉnh điểm trên, hay nếu | δ − L | > 90°
- Còn lại, đỉnh điểm trên ở trên đường chân trời và đỉnh điểm dưới ở dưới, vì thế thiên thể được trông thấy mọc và lặn hàng ngày

Thiên thể lên mọc lên tới độ cao 90 độ hay ở ngay trên đỉnh đầu tại đỉnh điểm trên khi và chỉ khi xích vĩ của thiên thể bằng vĩ độ quan sát.
Trường hợp thứ ba xảy ra đối với các thiên thể nằm trong một đới cầu của toàn bộ bầu trời tỉ lệ với cosin của vĩ độ (tại xích đạo nó xảy ra với toàn bộ thiên thể, bởi vì bầu trời "quay" quanh đường nằm ngang bắc–nam; tại các cực nó không xảy ra với thiên thể nào, bởi vì bầu trời "quay" quanh đường thẳng đứng). Trường hợp thứ nhất và thứ hai xảy ra với mỗi hai nửa phần bầu trời còn lại.

## Thời gian
Khoảng thời gian giữa một đỉnh điểm trên và đỉnh điểm trên kế tiếp là gần 24 tiếng, trong khi thời gian giữa một đỉnh điểm trên và một đỉnh điểm dưới gần bằng 12 tiếng. Chuyển động trên quỹ đạo, chuyển động tự quay và chuyển động riêng của Trái Đất ảnh hưởng đến thời gian giữa hai đỉnh điểm trên liên tiếp. Do chuyển động riêng và không riêng của Mặt Trời, một ngày mặt trời (khoảng thời gian giữa hai đỉnh điểm cùng loại liên tiếp của Mặt Trời) dài hơn một chút so với một ngày theo sao (khoảng thời gian giữa hai đỉnh điểm cùng loại liên tiếp của một ngôi sao bất kỳ). Sự sai khác trung bình giữa hai loại ngày là 1⁄365.24219, bởi Trái Đất cần 365.24219 để hoàn thành một vòng quỹ đạo quanh Mặt Trời.

## Mặt Trời
Nhìn từ vùng nhiệt đới và vĩ độ trung, Mặt Trời có thể thấy được trên bầu trời lúc đỉnh điểm trên (trưa mặt trời) và không thấy được (ở dưới chân trời) lúc đỉnh điểm dưới (lúc nửa đêm mặt trời). Khi quan sát từ vùng địa cực nơi nằm phía trong các vòng cực gần ngày đông chí của bán cầu ở đó (điểm chí tháng 12 ở Bắc Cực và điểm chí tháng 6 ở Nam Cực), Mặt Trời ở dưới chân trời ở cả hai đỉnh điểm trong ngày.

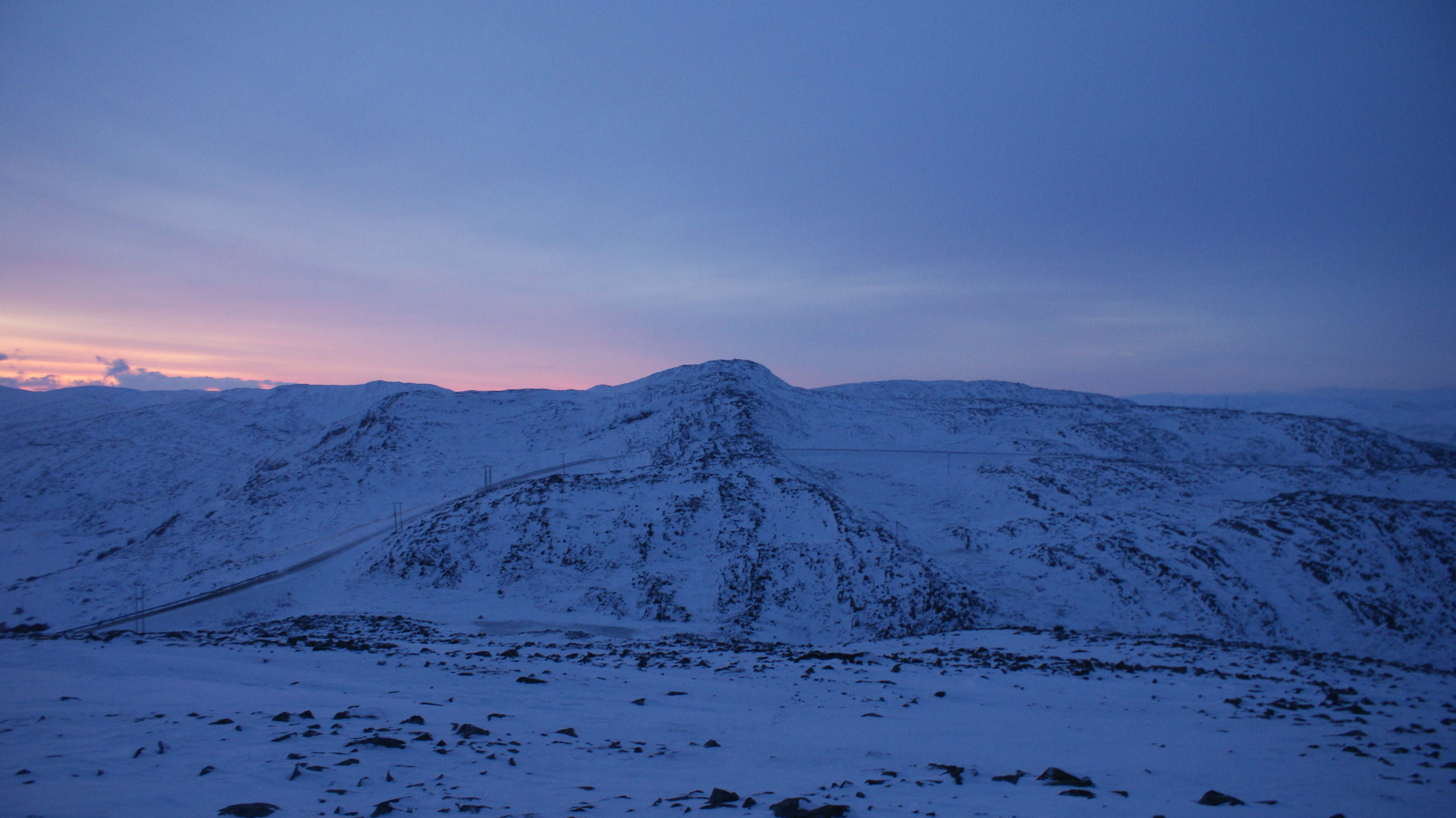
Hiện tượng ban đêm vùng cực tại Nordkinnhalvøya, Na Uy. Mặt Trời không mọc lên trên đường chân trời dù đang ở đỉnh điểm trên lúc giữa trưa.

Giả sử xích vĩ của Mặt Trời là +20° khi nó cắt qua kinh tuyến địa phương, thì góc phụ tương ứng là 70° (góc từ Mặt Trời đến thiên cực) được cộng/trừ vào vĩ độ của người quan sát (bằng độ cao của thiên cực) để tìm độ cao của Mặt Trời ở đỉnh điểm trên và dưới tương ứng.
- Ở 52 độ Bắc, đỉnh điểm trên ở cao 58 độ trên đường chân trời tại phía nam, trong khi đỉnh điểm dưới là 18 độ phía dưới chân trời tại phía bắc. (tính toán cụ thể đỉnh điểm trên: 52° + 70° = 122°, góc phụ là 58°, và đỉnh điểm dưới: 52° − 70° = −18°).
- Ở 80 độ Nam, đỉnh điểm trên là 30 độ phía trên đường chân trời phía nam, đỉnh điểm dưới là 10 độ dưới chân trời (đêm trắng) phía bắc.

## Các sao quanh cực
Nhìn từ phần lớn Bắc Bán cầu, Polaris (sao Bắc Cực) và những ngôi sao khác của chòm sao Ursa Minor quay tròn ngược chiều kim đồng hồ xung quanh thiên cực bắc và có thể thấy được tại cả hai đỉnh điểm (nếu bầu trời trong mây và đủ tối). Ở Nam Bán cầu không có sao cực Nam đủ sáng, nhưng chòm sao Nam Cực quay tròn theo chiều kim đồng hồ quanh thiên cực Nam và có thể quan sát được tại cả hai đỉnh điểm.
Các thiên thể luôn ở trên đường chân trời trong suốt quá trình chuyển động biểu kiến của chúng trong một ngày, quan sát ở vĩ độ của người quan sát, được gọi là sao quanh cực (circumpolar).